# Sardinia, New York
Sardinia är en kommun (town) i Erie County i delstaten New York. Vid 2010 års folkräkning hade Sardinia 2 775 invånare.

## Kända personer från Sardinia
- Charles Bennett Smith, politiker